# Электронное растрирование
В электронном растрировании преобразование полутонового изображения в растровое осуществляется без использования фотомеханического растрового эффекта, то есть изображение печатных элементов заданной площади формируется в оптическом тракте экспонирующего устройства.
Экспозиция скрытого изображения имеет распределение прямоугольной формы(в виде буквы П), которому соответствует после проявки аналогичное распределение относительных плотностей (почернений)на фотослое. Это распределение формируется различными способами, в основе которых лежат непрерывность или дискретность изменения площади получаемых точек.
При электронном растрировании на плотность точки влияют отклонения экспозиции, чувствительности, контраст фотоплёнки, режим её обработки. Размер точки, её резкость менее восприимчивы к этим нестабильностям, чем в оптическом растрировании.
В электронном растрировании используются высококонтрастные плёнки.

## Непрерывная модуляция площади экспонирующего пятна
Для записи изображения используется экспонирующее световое пятно. Оно служит для создания печатающего элемента на позитивной фотоформе, и для создания пробела на негативной фотоформе.
Растрирование с непрерывным управлением площадью светового пятна называется также аналоговым.
Одно из устройств, которое осуществляет непрерывное управление площадью экспонирующего пятна, — электромагнитная диафрагма.

## Дискретное управление размерами печатного элемента
Системы электронного репродуцирования в составе цифровой техники обработки сигналов, компьютерные издательские системы пользуются способами дискретного изменения запечатываемой площади растрового изображения. Поэтому растрирование с дискретным управлением называется цифровым.
Электронное растрирование осуществляется в издательских системах средствами вычислительной и лазерной техники.
Площадь и форма печатных элементов и пробелов зависит от количественного соотношения и расположения нулей и единиц в комплекте битовых карт, которые соответствуют набору растровых точек.
Растровый алфавит можно задать матрицей весовых значений той же размерности, то есть создать растровую функцию. Тогда контрастный сигнал может быть представлен как растровый алфавит.
Распределение весов бывает упорядоченным и нерегулярным.
Упорядоченное даёт большее количество равноконтрастных переходов тона, светлоты и насыщенности, если значения распеределены так, что площади элементов остаются неизменными при передаче на печатную пластину, а затем и на оттиск. Этому требованию удовлетворяют распределения, в которых весовые значения монотонно убывают или возрастают (в зависимости от заданной формы растровой точки) от центра к краям.